# Finally Enough Love: 50 Number Ones
A Finally Enough Love: 50 Number Ones című album az amerikai énekesnő Madonna remixalbuma, amelyet a Warner Records adott ki. Az album 16 számból álló rövidített kiadása 2022. június 24-én jelent meg Finally Enough Love címen, a streaming szolgáltatásokon belül, míg a teljes 50 számból álló kiadás fizikai formátumai 2022. augusztus 19-én láttak napvilágot. Az albumon Madonna 50 első helyezést elért dalai szerepelnek, melyek az amerikai Billboard Dance Club Songs listán első helyezést értek el.  Ez egyben az első kiadás a Warner többéves újrakiadási kampányában, amely Madonna karrierje elindulásának 40. évfordulójára emlékezik.
Az album Ausztrália, Belgium, Portugália, a francia nyelvű Svájc (Romandie) Hollandia és Horvátország nemzetközi albumlistájának élére került, míg Franciaországban, Németországban, Magyarországon, Olaszországban, Írországban és Spanyolországban bekerült a top 5-be, Svájcban és az Egyesült Királyságban. Az album a nyolcadik helyen debütált a Billboard 200-on, így Madonna lett az első női előadó az Egyesült Államokban, akinek az elmúlt öt egymást követő évtizedben (1980-2020-as évek) a legjobb tíz albuma volt. Madonna lett az első nő, akinek öt különböző évtizedben első helyezett albuma volt Ausztráliában.

## Előzmények és koncepció
A 2020. február 22-i kiadás során Madonna az Egyesült Államok Billboard Dance Club Songs listáján ő lett a történelem egyetlen olyan előadója, aki öt évtizeden át 50 első számú slágert tudhat magáénak egyetlen slágerlistán. Az utolsó első helyezett dal eddig az I Don’t Search I Find című szerzemény volt a Madame X című albumáról, amely az Interscope Records-nál megjelent utolsó kiadása. Madonna a Billboardnak adott nyilatkozatában háláját fejezte ki, és így fogalmazott: "A tánc az első szerelmem [...] szóval minden alkalommal, amikor valamelyik dalomat megünneplik a klubokban, és elismerik a slágerlistákon, ez olyan otthonos érzés".
2021 augusztusában Madonna a 63. születésnapjával egyidőben bejelentette, hogy hivatalosan is visszatér a Warner kiadóhoz, egy olyan globális partnerség keretében, amely azt jelenti, hogy a kiadó biztosítja számára a teljes zenei albumait, beleértve az utolsó három Interscope albumot is. A szerződés értelmében Madonna egy sor újrakiadást indított el 2022-től. 2022 januárjában Madonna az Instagramon elárulta, hogy egy "Remix Revolution" című remixalbumon dolgozik. Fotókat posztolt ki egy stúdióból, ahol a dalok remixeit tökéletesítették Mike Dean mellett, Honey Dijonnal együtt. A megjelenést végül 2022 májusában jelentették be, "Once Enough Love: 50 Number Ones" címmel, mely az "I Don't Search I Find" című dalszövegből származik. A címmel kapcsolatban Madonna az alábbiakat mondta:

"Ezt a lemezt "Finally Enough Love" (Végre elég szerelem)-nek neveztem el, mert a nap végén a szerelem az, ami körbeforgatja a világot. Életem egyik legnagyobb szerelme a tánc is. Imádok táncolni, és szeretem az embereket arra inspirálni, hogy táncoljanak. Szóval az 50 első helyezést elért slágerem mellett nagyon sok szeretetet osztok meg vele."

Az albumon Madonna összes táncdala szerepel, kivéve a Causing a Commotion-t, valamint egy-egy dalt a korábbi dupla A oldalas kislemezekből, úgy mint a Lucky Star a Holiday című dallal párosítva, és az "Angel" az "Into the Groove"-val párosítva. Mielőtt a slágerlista szabályzatát 1991 februárjában megváltoztatták, nem engedélyezték a teljes albumok felvételét, azonban Madonna 1987-es "You Can Dance" című remixalbuma a lista élére került. Az album hét standard dalából három szerepel ezen a válogatáslemezen, valamint öt korábban kiadatlan remix található. A  „Keep It Together”, „American Life”, „Nothing Fails”, „Turn Up the Radio” és „Living for Love” című dalok remixei – Felix da Housecat, Tracy Young és Offer Nissim alkotásai. Madonna maga felügyelte a remixeket, míg Mike Dean az összes dalt újra maszterelte.

## Megjelenés és promóció
Az albumnak két hivatalos kiadása létezik. Egy teljes, amely 50 dalból áll. Ennek a címe: Finally Enough Love: 50 Number Ones, és egy 16 dalból álló rövidített kiadás. Ennek a Finally Enough Love a címe. Mindkét kiadás megjelent CD-n, és bakelit lemezen, valamint digitálisan is. A 16 számos kiadás előzetesen a streaming szolgáltatásokon belül már 2022. június 24-től elérhető volt, míg a teljes 50 dalos kiadás fizikai hanghordozókon 2022. augusztus 19-én jelent meg.
Az "Into the Groove" (You Can Dance Remix Edit) 2022. május 4-én jelent meg digitálisan az album beharangozójaként. A 2022. május 21-i héten a 14. helyre került az amerikai Billboard Dance/Electronic Digital Song Sales listán. Ezek után még négy további dalt tettek elérhetővé a digitális platformokon az album megjelenése előtt:  "Deeper and Deeper" (David's Radio Edit), "Ray of Light" (Sasha Ultra Violet Mix Edit), "Holiday" (7" verzió), és az "Impressive Instant" (Peter Rauhofer Universal Radio Mixshow Mix) – a kísérő zenei videóikkal együtt a YouTube-on.
2022. június 23-án Madonna a New York-i Pride részeként egy varietéműsort adott WoW, Finally Enough címmel. A műsorban RuPaul, Bob the Drag Queen, Violet Chachki, Laganja Estranja, és Pixie Aventura is fellépett, akik Madonna néhány dalát adták elő a Vogue-tól a Justify My Love-ig. Madonna maga adta elő a "Hung Up" című dalt, valamint a Material Gworrllllll! és a "Celebration" című dalokat. Augusztus 10-én Madonna Jimmy Fallon show-műsorában népszerűsítette az albumot, ahol előadta a "Music" című dalt a Classroom Instruments szegmensében. Ugyanezen a napon Madonna egy rollerdiszkó partival ünnepelte az album megjelenését a New York-i Central Parkban található DiscOasisban, ahol Madonna legjobb dalai, és diszkó klasszikusok szólaltak meg.

## Számlista
| Finally Enough Love: 50 Number Ones – első lemez | Finally Enough Love: 50 Number Ones – első lemez | Finally Enough Love: 50 Number Ones – első lemez | Finally Enough Love: 50 Number Ones – első lemez | Finally Enough Love: 50 Number Ones – első lemez | Finally Enough Love: 50 Number Ones – első lemez | Finally Enough Love: 50 Number Ones – első lemez | Finally Enough Love: 50 Number Ones – első lemez | Finally Enough Love: 50 Number Ones – első lemez | Finally Enough Love: 50 Number Ones – első lemez |
| #                                                | Cím                                              | Szerző(k)                                        | Hossz                                            |                                                  |                                                  |                                                  |                                                  |                                                  |                                                  |
| ------------------------------------------------ | ------------------------------------------------ | ------------------------------------------------ | ------------------------------------------------ | ------------------------------------------------ | ------------------------------------------------ | ------------------------------------------------ | ------------------------------------------------ | ------------------------------------------------ | ------------------------------------------------ |
| 1.                                               | Holiday (7" Version)                             | Lisa Stevens Curtis Hudson                       | 4:18                                             |                                                  |                                                  |                                                  |                                                  |                                                  |                                                  |
| 2.                                               | Like a Virgin (7" Version)                       | William Steinberg Thomas Kelly                   | 3:36                                             |                                                  |                                                  |                                                  |                                                  |                                                  |                                                  |
| 3.                                               | Material Girl (7" Version)                       | Peter Brown Robert Rans                          | 3:58                                             |                                                  |                                                  |                                                  |                                                  |                                                  |                                                  |
| 4.                                               | Into the Groove (You Can Dance Remix Edit)       | Madonna Stephen Bray                             | 4:44                                             |                                                  |                                                  |                                                  |                                                  |                                                  |                                                  |
| 5.                                               | Open Your Heart (Video Version)                  | Madonna Gardner Cole Peter Rafelson              | 4:26                                             |                                                  |                                                  |                                                  |                                                  |                                                  |                                                  |
| 6.                                               | Physical Attraction (You Can Dance Remix Edit)   | Reggie Lucas                                     | 3:52                                             |                                                  |                                                  |                                                  |                                                  |                                                  |                                                  |
| 7.                                               | Everybody (You Can Dance Remix Edit)             | Madonna                                          | 4:34                                             |                                                  |                                                  |                                                  |                                                  |                                                  |                                                  |
| 8.                                               | Like a Prayer (7" Remix Edit)                    | Madonna Patrick Leonard                          | 5:42                                             |                                                  |                                                  |                                                  |                                                  |                                                  |                                                  |
| 9.                                               | Express Yourself (Remix Edit)                    | Madonna Bray                                     | 4:59                                             |                                                  |                                                  |                                                  |                                                  |                                                  |                                                  |
| 10.                                              | Keep It Together (Alternate Single Remix)        | Madonna Bray                                     | 4:51                                             |                                                  |                                                  |                                                  |                                                  |                                                  |                                                  |
| 11.                                              | Vogue (Single Version)                           | Madonna Shep Pettibone                           | 4:20                                             |                                                  |                                                  |                                                  |                                                  |                                                  |                                                  |
| 12.                                              | Justify My Love (Orbit Edit)                     | Madonna Ingrid Chavez Lenny Kravitz              | 4:31                                             |                                                  |                                                  |                                                  |                                                  |                                                  |                                                  |
| 13.                                              | Erotica (Underground Club Mix)                   | Madonna Anthony Shimkin Pettibone                | 4:52                                             |                                                  |                                                  |                                                  |                                                  |                                                  |                                                  |
| 14.                                              | Deeper and Deeper (David's Radio Edit)           | Madonna Shimkin Pettibone                        | 4:02                                             |                                                  |                                                  |                                                  |                                                  |                                                  |                                                  |
| 15.                                              | Fever (Radio Edit)                               | John Davenport Eddie Cooley                      | 5:07                                             |                                                  |                                                  |                                                  |                                                  |                                                  |                                                  |
| 16.                                              | Secret (Junior's Luscious Single Mix)            | Madonna Dallas Austin                            | 4:15                                             |                                                  |                                                  |                                                  |                                                  |                                                  |                                                  |
| 77:55                                            |                                                  |                                                  |                                                  |                                                  |                                                  |                                                  |                                                  |                                                  |                                                  |

| Finally Enough Love: 50 Number Ones – második lemez | Finally Enough Love: 50 Number Ones – második lemez                               | Finally Enough Love: 50 Number Ones – második lemez                                                    | Finally Enough Love: 50 Number Ones – második lemez | Finally Enough Love: 50 Number Ones – második lemez | Finally Enough Love: 50 Number Ones – második lemez | Finally Enough Love: 50 Number Ones – második lemez | Finally Enough Love: 50 Number Ones – második lemez | Finally Enough Love: 50 Number Ones – második lemez | Finally Enough Love: 50 Number Ones – második lemez |
| #                                                   | Cím                                                                               | Szerző(k)                                                                                              | Hossz                                               |                                                     |                                                     |                                                     |                                                     |                                                     |                                                     |
| --------------------------------------------------- | --------------------------------------------------------------------------------- | --- | --------------------------------------------------- | --------------------------------------------------- | --------------------------------------------------- | --------------------------------------------------- | --------------------------------------------------- | --------------------------------------------------- | --------------------------------------------------- |
| 1.                                                  | Bedtime Story (Junior's Single Mix)                                               | Björk Marius De Vries Nellee Hooper                                                                    | 4:52                                                |                                                     |                                                     |                                                     |                                                     |                                                     |                                                     |
| 2.                                                  | Don’t Cry for Me Argentina (Miami Mix Edit)                                       | Timothy Rice                                                                                           | 4:28                                                |                                                     |                                                     |                                                     |                                                     |                                                     |                                                     |
| 3.                                                  | Frozen (Extended Club Mix Edit)                                                   | Madonna Leonard                                                                                        | 4:36                                                |                                                     |                                                     |                                                     |                                                     |                                                     |                                                     |
| 4.                                                  | Ray of Light (Sasha Ultra Violet Mix Edit)                                        | Madonna Dave Curtiss Clive Muldoon Christine Leach William Orbit                                       | 5:06                                                |                                                     |                                                     |                                                     |                                                     |                                                     |                                                     |
| 5.                                                  | Nothing Really Matters (Club 69 Radio Mix)                                        | Madonna Leonard                                                                                        | 3:43                                                |                                                     |                                                     |                                                     |                                                     |                                                     |                                                     |
| 6.                                                  | Beautiful Stranger (Calderone Radio Mix)                                          | Madonna Orbit                                                                                          | 4:02                                                |                                                     |                                                     |                                                     |                                                     |                                                     |                                                     |
| 7.                                                  | American Pie (Richard "Humpty" Vission Radio Mix)                                 | Don McLean                                                                                             | 4:25                                                |                                                     |                                                     |                                                     |                                                     |                                                     |                                                     |
| 8.                                                  | Music (Deep Dish Dot Com Radio Edit)                                              | Madonna Mirwais Ahmadzaï                                                                               | 4:11                                                |                                                     |                                                     |                                                     |                                                     |                                                     |                                                     |
| 9.                                                  | Don’t Tell Me (Thunderpuss Video Remix)                                           | Madonna Joe Henry Ahmadzaï                                                                             | 4:08                                                |                                                     |                                                     |                                                     |                                                     |                                                     |                                                     |
| 10.                                                 | What It Feels Like for a Girl (Above and Beyond Radio Edit)                       | Madonna David Torn Guy Sigsworth                                                                       | 3:43                                                |                                                     |                                                     |                                                     |                                                     |                                                     |                                                     |
| 11.                                                 | Impressive Instant (Peter Rauhofer's Universal Radio Mixshow Mix)                 | Madonna Ahmadzaï                                                                                       | 5:30                                                |                                                     |                                                     |                                                     |                                                     |                                                     |                                                     |
| 12.                                                 | Die Another Day (Deepsky Radio Edit)                                              | Madonna Ahmadzaï                                                                                       | 4:06                                                |                                                     |                                                     |                                                     |                                                     |                                                     |                                                     |
| 13.                                                 | American Life (Felix da Housecat's Devin Dazzle Edit)                             | Madonna Ahmadzaï                                                                                       | 3:21                                                |                                                     |                                                     |                                                     |                                                     |                                                     |                                                     |
| 14.                                                 | Hollywood (Calderone & Quayle Edit)                                               | Madonna Ahmadzaï                                                                                       | 3:59                                                |                                                     |                                                     |                                                     |                                                     |                                                     |                                                     |
| 15.                                                 | Me Against the Music (Peter Rauhofer Radio Mix; Britney Spears featuring Madonna) | Britney Spears Thabiso Nkhereanye Gary O'Brien Madonna Terius Nash Christopher Stewart Penelope Magnet | 3:42                                                |                                                     |                                                     |                                                     |                                                     |                                                     |                                                     |
| 16.                                                 | Nothing Fails (Tracy Young's Underground Radio Edit)                              | Madonna Jem Griffiths Sigsworth                                                                        | 4:30                                                |                                                     |                                                     |                                                     |                                                     |                                                     |                                                     |
| 17.                                                 | Love Profusion (Ralphi Rosario House Vocal Edit)                                  | Madonna Ahmadzaï                                                                                       | 3:55                                                |                                                     |                                                     |                                                     |                                                     |                                                     |                                                     |
| 67:05                                               |                                                                                   | |                                                     |                                                     |                                                     |                                                     |                                                     |                                                     |                                                     |

| Finally Enough Love: 50 Number Ones – harmadik lemez | Finally Enough Love: 50 Number Ones – harmadik lemez                               | Finally Enough Love: 50 Number Ones – harmadik lemez                            | Finally Enough Love: 50 Number Ones – harmadik lemez | Finally Enough Love: 50 Number Ones – harmadik lemez | Finally Enough Love: 50 Number Ones – harmadik lemez | Finally Enough Love: 50 Number Ones – harmadik lemez | Finally Enough Love: 50 Number Ones – harmadik lemez | Finally Enough Love: 50 Number Ones – harmadik lemez | Finally Enough Love: 50 Number Ones – harmadik lemez |
| #                                                    | Cím                                                                                | Szerző(k)                                                                       | Hossz                                                |                                                      |                                                      |                                                      |                                                      |                                                      |                                                      |
| ---------------------------------------------------- | ---------------------------------------------------------------------------------- | ------------------------------------------------------------------------------- | ---------------------------------------------------- | ---------------------------------------------------- | ---------------------------------------------------- | ---------------------------------------------------- | ---------------------------------------------------- | ---------------------------------------------------- | ---------------------------------------------------- |
| 1.                                                   | Hung Up (SDP Extended Vocal Edit)                                                  | Madonna Stuart Price Benny Andersson Björn Ulvaeus                              | 4:56                                                 |                                                      |                                                      |                                                      |                                                      |                                                      |                                                      |
| 2.                                                   | Sorry (PSB Maxi Mix Edit)                                                          | Madonna Price                                                                   | 4:31                                                 |                                                      |                                                      |                                                      |                                                      |                                                      |                                                      |
| 3.                                                   | Get Together (Jacques Lu Cont Vocal Edit)                                          | Madonna Anders Bagge Peer Åström Price                                          | 4:22                                                 |                                                      |                                                      |                                                      |                                                      |                                                      |                                                      |
| 4.                                                   | Jump (Axwell Remix Edit)                                                           | Madonna Henry Price                                                             | 4:44                                                 |                                                      |                                                      |                                                      |                                                      |                                                      |                                                      |
| 5.                                                   | 4 Minutes (Bob Sinclar Space Funk Edit; featuring Justin Timberlake and Timbaland) | Madonna Justin Timberlake Timothy Mosley Nathaniel Hills                        | 3:22                                                 |                                                      |                                                      |                                                      |                                                      |                                                      |                                                      |
| 6.                                                   | Give It 2 Me (Eddie Amador Club 5 Edit)                                            | Madonna Pharrell Williams                                                       | 4:55                                                 |                                                      |                                                      |                                                      |                                                      |                                                      |                                                      |
| 7.                                                   | Celebration (Benny Benassi Remix Edit)                                             | Madonna Ciaran Gribbin Ian Green Paul Oakenfold                                 | 3:58                                                 |                                                      |                                                      |                                                      |                                                      |                                                      |                                                      |
| 8.                                                   | Give Me All Your Luvin’ (Party Rock Remix; featuring LMFAO and Nicki Minaj)        | Madonna Maritn Picandet Michael Tordjman Maya Arulpragasam Onika Maraj          | 3:59                                                 |                                                      |                                                      |                                                      |                                                      |                                                      |                                                      |
| 9.                                                   | Girl Gone Wild (Avicii's UMF Mix)                                                  | Madonna Jenson Vaughan Benny Benassi Alle Benassi                               | 5:14                                                 |                                                      |                                                      |                                                      |                                                      |                                                      |                                                      |
| 10.                                                  | Turn Up the Radio (Offer Nissim Remix Edit)                                        | Madonna Jade Williams Solveig Tordjman                                          | 4:54                                                 |                                                      |                                                      |                                                      |                                                      |                                                      |                                                      |
| 11.                                                  | Living for Love (Offer Nissim Promo Mix)                                           | Madonna Uzoechi Emenike Maureen McDonald Toby Gad Thomas Pentz Ariel Rechtshaid | 5:52                                                 |                                                      |                                                      |                                                      |                                                      |                                                      |                                                      |
| 12.                                                  | Ghosttown (Dirty Pop Intro Mix)                                                    | Madonna Evan Bogart Sean Douglas Jason Evigan                                   | 5:20                                                 |                                                      |                                                      |                                                      |                                                      |                                                      |                                                      |
| 13.                                                  | Bitch I’m Madonna (Sander Kleinenberg Video Edit; featuring Nicki Minaj)           | Madonna McDonald Gad Pentz Rechtshaid Sophie Xeon Maraj                         | 3:21                                                 |                                                      |                                                      |                                                      |                                                      |                                                      |                                                      |
| 14.                                                  | Medellín (Offer Nissim Madame X in the Sphinx Mix; with Maluma)                    | Madonna Edgar Barrera Ahmadzaï Juan Londono                                     | 5:28                                                 |                                                      |                                                      |                                                      |                                                      |                                                      |                                                      |
| 15.                                                  | I Rise (Tracy Young's Pride Intro Radio Remix)                                     | Madonna Brittany Hazzard Evigan                                                 | 3:50                                                 |                                                      |                                                      |                                                      |                                                      |                                                      |                                                      |
| 16.                                                  | Crave (Tracy Young Dangerous Remix; featuring Swae Lee)                            | Madonna Hazzard Mike Dean Khalif Brown                                          | 4:46                                                 |                                                      |                                                      |                                                      |                                                      |                                                      |                                                      |
| 17.                                                  | I Don’t Search I Find (Honey Dijon Radio Mix)                                      | Madonna Ahmadzaï                                                                | 5:22                                                 |                                                      |                                                      |                                                      |                                                      |                                                      |                                                      |
| 78:04                                                |                                                                                    |                                                                                 |                                                      |                                                      |                                                      |                                                      |                                                      |                                                      |                                                      |

| Finally Enough Love track listing | Finally Enough Love track listing                               | Finally Enough Love track listing | Finally Enough Love track listing | Finally Enough Love track listing | Finally Enough Love track listing | Finally Enough Love track listing | Finally Enough Love track listing | Finally Enough Love track listing | Finally Enough Love track listing |
| #                                 | Cím                                                             | Hossz                             |                                   |                                   |                                   |                                   |                                   |                                   |                                   |
| --------------------------------- | --------------------------------------------------------------- | --------------------------------- | --------------------------------- | --------------------------------- | --------------------------------- | --------------------------------- | --------------------------------- | --------------------------------- | --------------------------------- |
| 1.                                | Everybody (You Can Dance Remix Edit)                            | 4:34                              |                                   |                                   |                                   |                                   |                                   |                                   |                                   |
| 2.                                | Into the Groove (You Can Dance Remix Edit)                      | 4:44                              |                                   |                                   |                                   |                                   |                                   |                                   |                                   |
| 3.                                | Like a Prayer (7" Remix Edit)                                   | 5:42                              |                                   |                                   |                                   |                                   |                                   |                                   |                                   |
| 4.                                | Express Yourself (Remix Edit)                                   | 4:59                              |                                   |                                   |                                   |                                   |                                   |                                   |                                   |
| 5.                                | Vogue (Single Version)                                          | 4:20                              |                                   |                                   |                                   |                                   |                                   |                                   |                                   |
| 6.                                | Deeper and Deeper (David's Radio Edit)                          | 4:02                              |                                   |                                   |                                   |                                   |                                   |                                   |                                   |
| 7.                                | Secret (Junior's Luscious Single Mix)                           | 4:15                              |                                   |                                   |                                   |                                   |                                   |                                   |                                   |
| 8.                                | Frozen (Extended Club Mix Edit)                                 | 4:36                              |                                   |                                   |                                   |                                   |                                   |                                   |                                   |
| 9.                                | Music (Deep Dish Dot Com Radio Edit)                            | 4:11                              |                                   |                                   |                                   |                                   |                                   |                                   |                                   |
| 10.                               | Hollywood (Calderone & Quayle Edit)                             | 3:59                              |                                   |                                   |                                   |                                   |                                   |                                   |                                   |
| 11.                               | Hung Up (SDP Extended Vocal Edit)                               | 4:56                              |                                   |                                   |                                   |                                   |                                   |                                   |                                   |
| 12.                               | Give It 2 Me (Eddie Amador Club 5 Edit)                         | 4:55                              |                                   |                                   |                                   |                                   |                                   |                                   |                                   |
| 13.                               | Girl Gone Wild (Avicii's UMF Mix)                               | 5:14                              |                                   |                                   |                                   |                                   |                                   |                                   |                                   |
| 14.                               | Living for Love (Offer Nissim Promo Mix)                        | 5:52                              |                                   |                                   |                                   |                                   |                                   |                                   |                                   |
| 15.                               | Medellín (Offer Nissim Madame X in the Sphinx Mix; with Maluma) | 5:28                              |                                   |                                   |                                   |                                   |                                   |                                   |                                   |
| 16.                               | I Don't Search I Find (Honey Dijon Radio Mix)                   | 5:22                              |                                   |                                   |                                   |                                   |                                   |                                   |                                   |
| 77:09                             |                                                                 |                                   |                                   |                                   |                                   |                                   |                                   |                                   |                                   |

## Megjelenések
| Ország    | Dátum               | Változatok       | Formátum                               | Label  |
| --------- | ------------------- | ---------------- | -------------------------------------- | ------ |
| Különböző | 2022. június 24.    | 16 számos kiadás | Streaming (pre-release)                | Warner |
| Különböző | 2022. augusztus 19. | 16 számos kiadás | 1- CD 2- LP digitális letöltés         | Warner |
| Különböző | 2022. augusztus 19. | 50 számos kiadás | 3-CD 6-LP digitális letöltés Streaming | Warner |